# قلعه اسدآباد
قلعه اسدآباد، روستایی از توابع بخش مرکزی شهرستان خنداب شهرستان خنداب در استان مرکزی ایران است.

## جمعیت
این روستا در دهستان دهچال قرار دارد و براساس سرشماری مرکز آمار ایران در سال ۱۳۸۵، جمعیت آن ۷۶۸ نفر (۲۱۸ خانوار) بوده‌است.